# 테렘 모피
테레마스 "테렘" 이고보르 모피(영어: Teremas "Terem" Igobor Moffi, 1999년 5월 25일 ~ )는 나이지리아의 축구 선수이다. 그의 포지션은 공격수로, 현재 프랑스 리그 1의 니스에서 활약하고 있다.

## 클럽 경력
모피는 17세의 나이로 나이지리아를 떠나 이스트서식스 헤이스팅스에 위치한 벅스우드 축구 아카데미에 입단했고, 이후 리투아니아 클럽 카우나스 잘기리스로 이적했다. 리테리아이에 입단했지만, 비자 문제로 데뷔가 지연되었다. 모피는 리테리아이 소속으로 29경기에 출전해 20골을 넣었고, 2020년 1월 벨기에의 코르트레이크로 이적했다.
2020년 10월 1일, 그는 프랑스 리그 1의 로리앙으로 이적했다.
2023년 1월 31일, 그는 의무적으로 발동될 완전 영입 옵션과 함께 니스로 임대 이적하였다. 이적료는 €30M로 추정된다. 그리고 니스가 그를 다른 구단으로 이적 시킬 경우 로리앙이 이적료의 일부를 받는 15%의 셀온 조항도 포함됐다.

## 국가대표팀 경력
2021년 5월 14일, 게르노트 로어 나이지리아 감독은 6월에 모피를 31인 명단에 포함시켰다. 2021년 6월 4일 0-1로 패한 카메룬과의 친선 경기에서 데뷔전을 치뤘다.

## 사생활
모피의 아버지 레오는 나이지리아의 은퇴한 축구 선수로, 포지션은 골키퍼였다.